# Mali Goli
Mali Goli je nenaseljena hrid nedaleko najjužnije točke Golog otoka.
Površina otoka je 13.410 m2, duljina obalne crte 593 m, a visina 8 metara.